# Bronstijd in China
De bronstijd in China volgde op de Chinese late steentijd. Het was een periode van groeiende sociale verschillen en het ontstaan van de eerste grote rijken. De vroegste uit de traditionele Chinese geschiedsschrijving bekende dynastieën verschenen, en de eerste vormen van Chinese schriften. 
De eerste bronstijdculturen op het grondgebied van het huidige China vindt men in het uiterste noordwesten. De Xemirxekcultuur in Dzjoengarije toont duidelijke invloeden vanuit het westen. Via de Hexicorridor bereikte de bronsmetallurgie de kern van China.  
De Chinese bronstijd wordt meestal gedefinieerd als de periode van 2000 tot 771 v.Chr., beginnende tijdens de Erlitoucultuur (Xia- en Shang-dynastie) tot het einde van de Westelijke Zhou-dynastie. Een duidelijke overgang naar een ijzertijd is er niet.

## Geschiedenis
De Chinese bronstijd begon met de introductie van bronstechnologie door nomadische krijgervolken uit Centraal-Azië. Ze werd in Gansu en Yunnan overgenomen door plaatselijke sedentaire bevolkingsgroepen. 
Onderzoek sinds de jaren 90 toonde dat er veel uitwisselingen plaatsvonden tussen Noord-China en de culturen van Centraal-Azië en de Euraziatische steppen.  Deze bezaten min of meer nomadische pastorale bevolkingen, zoals  de Afanasjevocultuur (3500–2500 v.Chr.) in Zuid-Siberië, de  Xemirxekcultuur (3500–2500 v. Chr) in Dzjoengarije, de Andronovocultuur van Zuid-Siberië en Centraal-Azië (2300-1000 v.Chr.) en het wijdverspreide Sejma-Toerbinocomplex (2100-2000 v.Chr.) die de bronstechnologie naar West- en Noordwest-China brachten. 
Uitwisselingen vonden plaats tussen de culturen van het huidige Westen en Noordwesten van de Volksrepubliek China, in het oosten van Xinjiang, richting Lob Nor (inclusief de site van Tianshanbeilu, 2000-1550 v.Chr.), en de culturen van Qijia (2200-1600) en Siba (1900-1500) in Gansu. In Gansu was de Qijiacultuur verbonden met groepen boeren, fokkers van schapen of geiten, varkens, ossen en paarden. Dit gebeurder in een periode van relatieve droogte, die ook gunstig was voor de teelt van granen, waaronder gierst, dat in Oost-China verbouwd werd, evenals tarwe en gerst, die uit Centraal-Azië afkomstig waren. Deze uitwisselingen bereiken uiteindelijk het noorden en noordoosten: in de culturen van Zhukaigou (c. 2000-1400) en Vroege Xiajiadian (2000-1400) in Binnen-Mongolië. 
De kennis werd snel doorgegeven naar de grote Centrale Vlakte van China. De technologie deed een beroep op de creatieve geest van de ambachtslieden die al een grote beheersing hadden van het werken met aardewerk. Al snel pasten Chinese bronswerkers de technologie toe volgens zeer specifieke methoden, met aardewerkvormen in vele delen. Daarentegen maakten ze weinig gebruik van de techniek van het hameren van plaatmetaal, evenals van het gieten volgens de verlorenwasmethode, technieken die men in het Balkan-Karpatengebied ( 5000-3700) wegens de schaarste aan grondstoffen lange tijd gebruikte. Deze ontwikkeling was specifiek voor de bronstijd in China, dat rijk was aan metaalertsen. Ze voltrok zich in de Centrale Vlakte van Noord-China en verspreidde zich over de middenloop van de Gele Rivier (Erlitoucultuur, daarna Erligangcultuur).  
Brons werd voor het eerst gebruikt voor gebruiks- en siervoorwerpen: messen, spiegels en borden ingelegd met turkoois. Dergelijke bronzen voorwerpen waren bestemd voor de dodencultus van de Erlitoucultuur, en vervolgens van de Erligangcultuur, die aan de basis stond van de Shang-staat. Dit waren zeer hiërarchische samenlevingen die geleidelijk de vorm aannemen van staten. De bronsmetallurgie was de spil van deze periode en het ontstaan van de eerste koninkrijken vermeld in de traditionele Chinese geschiedschrijving. Brons bood de mogelijkheid voor de productie van prestigieuze bezittingen en veroorzaakte een gewelddadige rivaliteit voor het bezit van bevoorradingsbronnen en een grotere sociale ongelijkheid. De graven van de elite waren rijk aan brons, terwijl van het gewone volk slechts eenvoudige graven bekend zijn. 

## Overzicht van de voornaamste bronstijdculturen

### Xemirxekcultuur
De vroegst bekende bronstijdcultuur op het grondgebied van het huidige China is de Xemirxekcultuur in Dzjoengarije (2500–1800 v.Chr.). Opvallend zijn hier de megalithische grafarchitectuur en de soms levensgrote steles, die lijken op vondsten in Europa. Ook de skeletresten wijzen op een westelijke afkomst. 
De cultuur toont duidelijke invloeden van de Afanasjevo- en Okoenevcultuur, zonder zich duidelijk uit een dezer ontwikkeld te hebben. Zowel territoriaal als chronologisch is er een zekere overlapping. Vondsten van de Xemirxekcultuur worden soms gezamenlijk met die van de Afanasjevocultuur en Okoenevcultuur aangetroffen. De specifieke karakteristieken van de cultuur zijn echter dusdanig afwijkend dat een immigratie van een nieuw etnisch element vermoed wordt. 
Er is geen directe relatie aangetoond met de Andronovocultuur, die vanaf het midden van het 3e millennium v.Chr. de Afanasjevo- en Okoenevculturen verdrong, maar in het gebied van de Xemirxekcultuur niet aangetoond is. Een verband met de aankomst van Tochaars-sprekenden is voorgesteld, maar niet bewezen.
Vanaf het begin van het tweede millennium v.Chr. zijn Xemirxek-elementen aangetoond in de Hami-oase.

### Qijiacultuur
De Qijiacultuur  (2200-1600 v.Chr.) strekte zich uit tot Noord-Gansu, Noordoost-Qinghai en de zuidelijke Tenggerwoestijn. Deze regio bezat een warm en droog klimaat dat de landbouw op een steeds grotere hoogte begunstigde. Ze ontstond in wezen uit de Machang-fase van de Majiayaocultuur (2500-1800). Het was een sedentaire economie, gebaseerd op landbouw: gierst (Verre Oosten), tarwe en gerst (van oorsprong uit Centraal-Azië) en een hoogontwikkelde veehouderij, in de eerste plaats van varkens (Verre Oosten) en schapen (Verre Oosten en Centraal-Azië, misschien voor hun wol), maar ook van runderen, paarden en honden. Het lijkt erop dat het gemengde bedrijf weinig ontwikkeld was. Men jaagde ook op herten. Vee, zoals varkens en schapen of geiten en soms paarden, werden als grafgiften gebruikt. De diversiteit aan granen, het grote aantal paarden evenals de messen en bronzen bijlen getuigen van relaties met de culturen van Siberië en Centraal-Azië. Het lijkt erop dat de lokale ambachtslieden hun eigen bronzen voorwerpen begonnen te maken met lokale mijnbouwrijkdommen. Deze innovatieve praktijken werden mogelijk door migranten uit de Qijiacultuur snel overgebracht naar andere regio's, zoals naar de Zhukaigoucultuur (ca. 2000-1400) in het noordoosten.
Het was de eerste cultuur van het laat-neolithicum in historisch China die rond 2200-1600 de overgang maakte naar de bronstijd. De cultuur is essentieel voor de overdracht naar de rest van China van het gebruik van brons en de technologie afkomstig uit Centraal-Azië en de zuidelijke Oeral. 

### Vroege Xiajiadian
De Vroege Xiajiadiancultuur (2000-1400) was gecentreerd in het westelijke deel van het Liaobekken, en verspreidde zich over het zuidoosten van Binnen-Mongolië tot het noorden van Hebei en het westen van Liaoning. De economie was gebaseerd op veeteelt (varkens, honden, schapen en runderen) en het telen van gierst, aangevuld met de jacht. De mensen van de Vroege Xiajiadian beoefenden waarzeggerij met orakelbotten. De botten werden bereid door te boren en te polijsten voordat ze werden verwarmd. Deze tamelijk goed ontwikkelde scapulomantie was een van de tekenen van de invloed van de Shangcultuur. Verschillende uit de Erlitoucultuur afkomstige voorwerpen geven aan dat een elite uit Erlitou hier zocht naar grondstoffen voor de vervaardiging van brons, die in deze regio overvloedig aanwezig waren.
De archeologische sites tonen twee soorten woonplaatsen: open dorpen gebouwd in de buurt van rivieren en versterkte steden op de top van heuvels. De bevolking nam toe. In de versterkte steden bouwde men stenen muren rond de gebouwen, op het vlakke deel van de heuvel, dat altijd boven 800 m hoogte ligt.

### Tianshanbeilu
Tianshanbeilu (2000-1550 v.Chr.) is een vroege bronstijdsite nabij Hami in het oosten van Xinjiang. De locatie was essentieel voor de uitwisseling tussen de culturen van het Westen (Zuid-Siberië en Centraal-Azië) met populaties die verder naar het oosten woonden. Dit waren de culturen van de Hexi-corridor, die tevens in contact stonden met de Chinese culturen van de Centrale Vlakte van Noord-China, maar ook met de bevolking van het noorden en noordoosten: de Zhukaigoucultuur van het Ordosplateau in Binnen-Mongolië en de Vroege  Xiajiadiancultuur.
In de oases beoefende men gemengd bedrijf. Tarwe is door deze corridor van west naar oost gegaan. Lokale minerale hulpbronnen maakten het mogelijk om te profiteren van de kennis  overgenomen van volkeren uit het westen, waardoor de link werd gelegd tussen de Euraziatische steppe (Sejma-Toerbino, Andronovo, Afanasjevo, Karasoek) en de Qijiacultuur in het oosten.

### Zhukaigoucultuur
De Zhukaigoucultuur (2000-1400) bevond zich voornamelijk in het midden van de Ordoswoestijn van Binnen-Mongolië. Dit was een gebied met intensieve uitwisselingen in alle richtingen. Vooral naburige culturen werden hierdoor getroffen: een onderbreking van 500 jaar scheidde de Late Xiajiadiancultuur (1000-300), die zich onderscheidt door het beoefenen van pastoralisme, van de Vroege Xiajiadiancultuur  die eraan voorafging. Dit is te verklaren met een aanpassing aan klimaatverandering: het werd kouder en droger dan voorheen. De neolithische cultuur met haar tweeduizend jaar intensieve exploitatie van het milieu had het landschap veranderd, hetgeen samen met de klimaatverandering een uitputting van hulpbronnen veroorzaakte.
Het is een afwisselend gebied met een woestijnen, heuvels en alluviale zones, die een zeer diverse levensstijl mogelijk maakte: landbouw, beweiding, evenals jagen en vissen. De klimaatverandering zorgde voor een verschuiving van landbouw naar het gemengde bedrijf. De samenleving had eigenschappen kenmerkend voor de vroege bronstijd, maar toonde ook externe invloeden, vooral van de Qijiacultuur, in de vorm van immigranten die goed geïntegreerd waren.
Sommige vondsten van rituele bronzen vaten waren bedoeld voor Shang-immigranten uit de Erligang-periode, die volgens hun eigen tradities leefden en ver weg van de lokale elite begraven lagen. Deze elite gebruikte zowel Shang-wapens als zulke van de Noord-zone (Qijia, Siba en steppeculturen). Door het contact met deze laatste culturen ontstond een noordelijke bronstraditie.
De Shang-, Erlitou-, Zhengzhou- en Panlongsheng-bronzen bevatten grote hoeveelheden lood. Deze techniek vereiste gespecialiseerde vakmensen en de objecten werden geïmporteerd, terwijl de traditie van het noorden een lokale productie mogelijk maakte: het waren ornamenten en vooral messen met een ophangoog (zoals  bij de culturen van Qijia en Siba, Sejma-Toerbino en Karasoek) en korte dolken met een bronzen handvat bekleed met touw (zoals bij de Karasoek). Deze bronsmetallurgie leek op die van de steppe en zette zich voort in Binnen-Mongolië (Xichacultuur.

### Sibacultuur
De Sibacultuur (1900-1500) bevond zich in de Hexi-corridor van Gansu. Ze zorgde voor uitwisselingen tussen de volkeren van het westen, die de bronstechnologie brachten evenals veeteelt en het fokken van paarden, en die van het Oosten, met name de oostelijke buren van de Qijiacultuur. Daarnaast ontving het culturele invloeden uit Centraal-China .
Van deze cultuur zijn alleen de grafgiften bekend. We weten niets van de woonplaatsen. Het aardewerk, over het algemeen rood met zwarte geometrische decoraties, lijkt afgeleid te zijn van de Machangfase van de Majiayaocultuur in combinatie met invloeden van de Qijiacultuur en de Kayuecultuur in het zuidoosten. De bewoners gebruikten stenen werktuigen, waaronder veel microlieten, en werktuigen van gepolijste steen. Varkensbotten domineren, naast die van herten, schapen en honden. Er werd een grote verscheidenheid aan granen geconsumeerd: gierst (oorspronkelijk afkomstig uit centraal Noord-China), tarwe, gerst en rogge (alle drie uit het Westen, via Centraal-Azië of Zuid-Siberië).

### Erlitoucultuur
De Erlitoucultuur (1900-1500) ontstond aan de middenloop van de Gele Rivier. De verschijning van de ommuurde stad Erlitou in de regio Luoyang (rond 1850 v.Chr.), leidde tot het ontstaan van een veelvoud van kleinere vestigingen in de omgeving, terwijl de andere centra van de Centrale Vlakte voor een lange tijd achteruitgingen. Het lijkt erop dat haar stichting het resultaat was van een migratie van populaties van verschillende oorsprong, die vervolgens hun unieke kenmerken in de stad behielden. Op aardewerk worden de eerste schrifttekens gevonden. In het gebied van de Erlitoucultuur zijn slechts 200 bronzen voorwerpen ontdekt, met name gereedschap, dan schotels en wapens, meestal als grafgiften. In één graf werden een afbeelding van een draak in fragmenten van turkoois en een bronzen bel gevonden. In de samenleving bestond duidelijk een sterk onderscheid tussen de machthebbers en het gewone volk. Dit is wat door Amerikaanse antropologen beschouwd wordt als een "complexe samenleving" (complex society). De vondst van een "paleis" toonde het veel meer "complex" dan de culturen van naburige regio's.
Hierbij rijst ook de vraag naar de verbanden tussen de archeologie en de traditionele Chinese geschiedschrijving. Een relatie met de legendarische Xia-dynastie is voorgesteld.

### Erligangcultuur
De Erligangcultuur (1600-1400) is vernoemd naar de site van Erligang, een voorstad van Zhengzhou in Henan, die dateert uit de beginfase van deze cultuur. De ommuurde stad meet 3 km², terwijl het totale stedelijk gebied 25 km² meet. Brons werd voor het eerst gebruikt voor grote vazen waarbij de decoratie in de kleivorm werd aangebracht. De cultuur verspreidde zich op een wijze en op plaatsen die niet overlappen met de uitbreiding van de Shang-dynastie, hoewel ze er sinds de verschijning van de Shang in de regio wel mee in verband staan. Op fragmenten van aardewerk verschijnen geïsoleerde tekens. Het verder naar het oosten gelegen grote stedelijke centrum van Anyang meet ongeveer 25 km² en omvat ook de site van Yinxu, de hoofdstad van de Shang die aan het einde van de 19e eeuw werd geïdentificeerd en in 1928 werd opgegraven. Volgens de algemeen aanvaarde versie verplaatste het politieke centrum van Noord-China zich rond 1400 naar het oosten, in de Anyang-regio. Deze visie wordt tegenwoordig aangevochten door onderzoek in Jiangxi veel verder naar het zuiden, dat lijkt te getuigen van de invloed van Erligang.
De Shangcultuur markeert tijdens deze laatste fase de introductie van China in de geschiedenis, met de eerste gegraveerde teksten, samengesteld uit een paar tekens, op brons of orakelbotten. In 1976 werd op de Anyang-site een graf gevonden dat toebehoorde aan een persoon die door een inscriptie werd geïdentificeerd als lid van de elite van de late Shang-staat (1250-1046 v.Chr.).
De Shang-dynastie stond in contact met talrijke stedelijke centra, nog steeds zonder geschreven geschiedenis, die haar omringden: met Erligang, met de steden aan de oevers van de Liao in het noordoosten, in de huidige regio's van Chengdu (met de Sanxingdui-site) in het westen, het Poyangmeer met de Wucheng-site in het zuiden, evenals met Jiangxi in de zuidelijke regio's. Dit netwerk was gecentreerd op de Erligang-Anyangculturen die hun eigen stijlen bezaten. Binnen dit netwerk van relaties met betrekking tot technieken en het transport van materialen (grondstoffen of bewerkte materialen) kwamen ook andere inheemse stijlen sterk tot uiting. Yunnan nam van verre deel aan deze uitwisselingen met zijn eigen metaalbronnen, maar bezat nog geen schrift. De archeologen zien hier het ontstaan van de eerste staten van China.
Deze samenleving werd vaak geassocieerd met die van Erlitou, omdat deze volgens de traditionele Chinese geschiedschrijving in een continu proces de eerste periode van de Shang-staat vormde. Nieuw onderzoek leverde echter nieuwe zichtwijzen op. Li Feng (2013) beschreef een periode van oprichting van Erlitou-staten, zoals Erligang. Hierna zou de opkomst van de middenperiode Shang (c. 1400-1250) in centraal en noordelijk Henan overeenkomen met een andere fase, en de eerste coherente en tastbare tekenen van geschiedenis in China. Het is daarom mogelijk dat sommige latere centra van de Erligang rivalen waren van de Shang.
Het oudste bekende ijzeren object in China bestaat uit meteorisch ijzer. Het werd ontdekt in Henan en dateert uit het midden van de Shang-dynastie. De productie van ijzer uit erts verschijnt in historisch China pas in de Periode van Lente en Herfst: er zijn slechts honderd objecten van dit type gevonden daterend voor het einde van deze periode (481 v.Chr.). Brons bleef nog lang de belangrijkste rol spelen.

## Zuidoost-Azië
Recente onderzoeken tonen de aanwezigheid van bronsmetallurgie in Zuidoost-Azië in de oudheid, in Ban Chiang in het noordoosten van Thailand. De eerste metalen objecten hier bestonden uit sieraden, gesteelde werktuigen zoals bijlen, plat gevormde voorwerpen en schalen. Ook smeltkroezen en gietvormen van aardewerk zijn gevonden. De datering ervan is echter omstreden. De eerste dateringen van de artefacten vonden plaats met behulp van de thermoluminescentietechniek. Deze gaven een datering van 4.420 tot 3.400 v.Chr., wat de site de vroegste bronstijdcultuur ter wereld zou hebben gemaakt. 
Bij de opgraving van 1974-75 kwam er echter voldoende materiaal beschikbaar voor C14-datering, wat resulteerde in recentere data. Volgens deze datering zou de bronsmetallurgie rond 2.000 v.Chr. begonnen zijn. Dit zou de bronsbewerking hier ouder maken dan die van de Chinese Shang-periode en een verband met het Sejma-Toerbino-complex van Zuid-Siberië werd voorgesteld.
Nieuwer onderzoek zette echter vraagtekens bij het gebruikte materiaal. Bij een nieuwe datering werd gebruik gemaakt van de beenderen van de begraven mensen en de bij hen geplaatste dierlijke resten. De resultaten suggereerden dat de eerste mensen zich rond 1500 v.Chr. in Ban Chiang vestigden, en de overgang naar de bronstijd rond 1000 v.Chr. plaatsvond.